# Priscilla Dean
Priscilla Dean (25 de novembro de 1896 - 27 de dezembro de 1987) foi uma atriz de cinema e de tetro estadunidense na era do cinema mudo, atuando em 91 filmes entre 1912 e 1932.

## Biografia
Nascida em Nova Iorque, de uma família ligada ao teatro (a mãe, Mary Preston Dean, era uma popular estrela teatral), Priscilla Dean estreou no palco aos 4 anos de idade, ao lado de seus pais. Fez uma pausa na vida teatral e freqüentou uma escola religiosa até os 14 anos de idade. Em seguida voltou ao teatro e, consequentemente, entrou para o cinema.
Dean estreou na vida cinematográfica aos 14 anos, em filmes curtos para a American Mutoscope and Biograph Company e outros estúdios. Seu primeiro filme foi o curta-metragem de D. W. Griffith A Blot on the 'Scutcheon, em 1912, pela Biograph. Assinou com a Universal Pictures em 1911, e adquiriu grande popularidade na série de comédias de Eddie Lyons e Lee Moran.
Alcançou o estrelato com o seriado de 1917, The Gray Ghost, e atuou em vários filmes. Quando a era sonora chegou, porém, a carreira de Dean declinou, e passou a atuar por companhias cinematográficas menores, não retomando a antiga popularidade.
Seu último filme foi Klondike, em 1932.

## Vida pessoal
Em 10 de janeiro de 1920, Dean casou com Wheeler Oakman, que também estava sob contrato da Universal e que apareceu nos filmes The Virgin of Stamboul e Outside the Law ao lado de Priscilla. Divorciaram-se nos anos 1920, e posterioremente ela casou com Leslie Arnold, em 1928, famoso como um dos "Around The World Flyers". Ficaram casados até a morte dele, nos anos 1960. Dean não teve filhos.
Priscilla Dean morreu em Leonia, Nova Jérsei aos 91 anos, em 27 de dezembro de 1987, devido a problemas ocorridos após uma queda que sofrera três meses antes. Foi cremada e suas cinzas foram espargidas em local desconhecido.

## Filmografia parcial
Filmes mudos

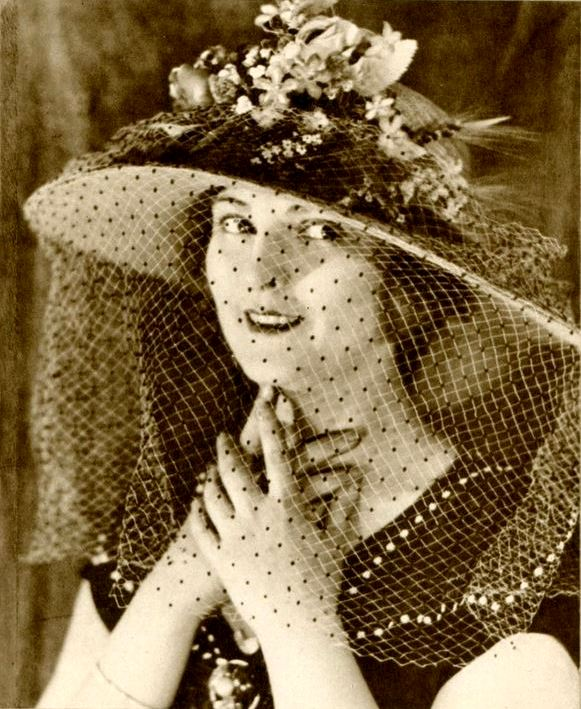
Priscilla Dean, p. 4, Silverscreen magazine, 1922

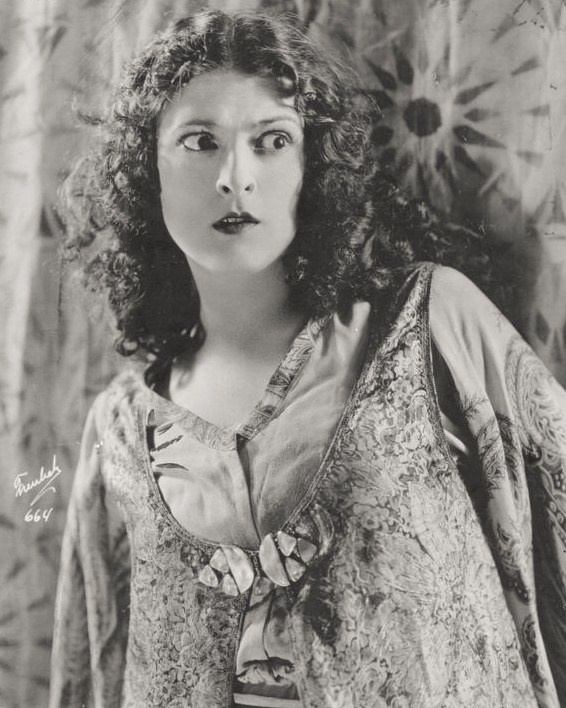
Priscilla Dean no filme Under Two Flags (1922)

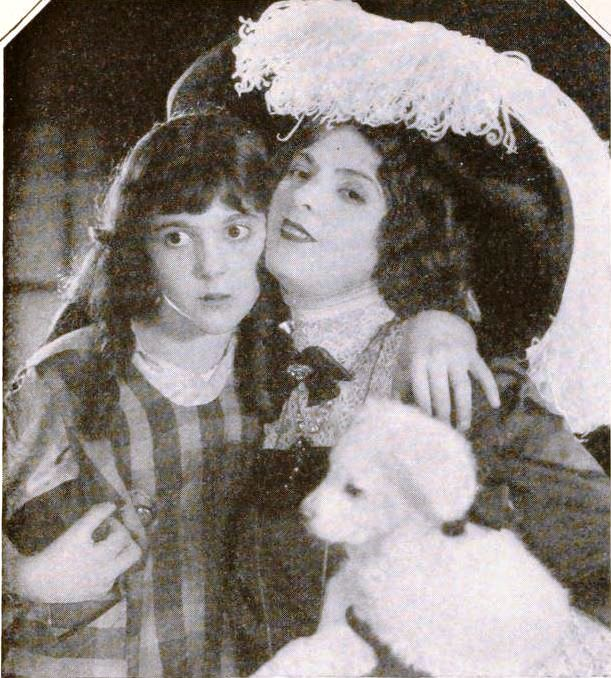
Reputation (1921), com Priscilla Dean, p. 56, Photoplay, agosto de 1921.

Priscilla Dean e Wheeler Oakman no filme The Virgin of Stamboul (1920)

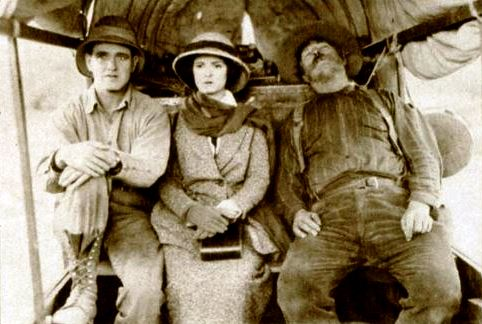
Cena do filme Wild Honey, 1922

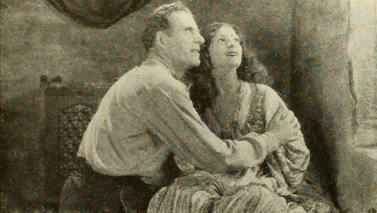
Under Two Flags (1922), com James Kirkwood e Priscilla Dean, p. 64 de Photoplay, dez. De 1922

- A Blot on the 'Scutcheon (1912)(curta-metragem)
- He Had But Fifty Cents (1912)(curta-metragem)
- The Man Who Wouldn't Marry (1913)(curta-metragem)
- Mother (1914)(curta-metragem)
- The Heiress and the Crook (1914)(curta-metragem)
- Oh, for the Life of a Fireman (1916)(curta-metragem)
- Bungling Bill's Burglar (1916)(curta-metragem)
- Igorrotes' Crocodiles and a Hat Box (1916)(curta-metragem)
- Heaven Will Protect a Woiking Goil (1916)(curta-metragem)
- Love, Dynamite and Baseballs (1916)(curta-metragem)
- More Truth Than Poetry (1916)(curta-metragem)
- Bungling Bill's Peeping Ways (1916)(curta-metragem)
- Search Me! (1916)(curta-metragem)
- The Social Pirates (1916)(curta-metragem)
- The Lion Hearted Chief (1916)(curta-metragem)
- Knocking Out Knockout Kelly (1916)(curta-metragem)
- Caught with the Goods (1916)(curta-metragem)
- Beer Must Go Down (1916)(curta-metragem)
- He Maid Me (1916)(curta-metragem)
- All bets Off (1916)(curta-metragem)
- The Battle of Chili Con Carne (1916)(curta-metragem)
- Broke But Ambitious (1916)(curta-metragem)
- The Terrible Turk (1916)(curta-metragem)
- Tigers Unchained (1916)(curta-metragem)
- The Boy from the Gilded East (1916)(curta-metragem)
- Nobody Guilty (1916)(curta-metragem)
- A Silly Sultan (1916)(curta-metragem)
- Model 46 (1916)(curta-metragem)
- With the Spirit's Help (1916)(curta-metragem)
- When the Spirits Fell (1916)(curta-metragem)
- Almost Guilty (1916)(curta-metragem)
- His Own Nemesis (1916)(curta-metragem)
- The Barfly (1916)(curta-metragem)
- Love and a Liar (1916)(curta-metragem)
- A Political Tramp (1916)(curta-metragem)
- Knights of a Bathtub (1916)(curta-metragem)
- How Do You Feel? (1916)(curta-metragem)
- The White Turkey (1916)(curta-metragem)
- Pass the Prunes (1916)(curta-metragem)
- Two Small Town Romeos (1916)(curta-metragem)
- It Sounded Like a Kiss (1916)(curta-metragem)
- The Bad Man of Cheyenne (1917)(curta-metragem)
- Treat 'Em Rough (1917)(curta-metragem)
- Why Uncle! (1917)(curta-metragem)
- Goin' Straight (1917)(curta-metragem)
- Even As You and I (1917)(curta-metragem)
- Somebody Lied (1917)(curta-metragem)
- Hand That Rocks the Cradle (1917)
- The Gray Ghost (1917)
- Beloved Jim (1917)
- The Two-Soul Woman (1918)
- Which Woman? (1918)
- The Brazen Beauty (1918)
- Kiss or Kill (1918)
- The Wildcat of Paris (1918)
- She Hired a Husband (1918)
- Klever Kiddies (1919) (curta-metragem)
- The Wicked Darling (1919)
- The Silk-Lined Burglar (1919)
- The Exquisite Thief (1919)
- Pretty Smooth (1919)
- Paid in Advance (1919)
- Forbidden (1919)
- The Virgin of Stamboul (1920)
- Outside the Law (1920)
- Reputation (1921)
- The Conflict (1921)
- Wild Honey (1922)
- Under Two Flags (1922)
- The Flame of Life (1923)
- Drifting (1923)
- White Tiger (1923)
- The Storm Daughter (1924)[4]
- The Siren of Seville (1924)
- A Cafe in Cairo (1924)
- The Crimson Runner (1925)
- The Danger Girl (1926)
- Forbidden Waters (1926)
- The Dice Woman (1926)
- The Speeding Venus (1926)
- West of Broadway (1926)
- Jewels of Desire (1927)
- Birds of Prey (1927)
- Slipping Wives (1927)(curta-metragem, ao lado de Stan Leurel e Oliver Hardy)
- The Honorable Mr. Buggs (1927)(curta-metragem)
- All for Nothing (1928)(curta-metragem)

Sonoros
- Trapped (1931)
- Law of the Sea (1931)
- Hollywood Halfbacks (1931)
- Behind Stone Walls (1932)
- Klondike (1932)